# Liste der Fußball-Torschützenkönige (Chile)
Dieser Artikel listet alle chilenischen Torschützenkönige seit Gründung der Primera División auf. Torschützenkönig sind jene Fußballspieler, die in einer Saison die meisten Tore erzielt haben.

## Torschützenkönige
| Saison    | Tore | Schütze                                         | Verein                                                |
| --------- | ---- | ----------------------------------------------- | ----------------------------------------------------- |
| 1933      | 09   | Luis Carvallo                                   | CSD Colo-Colo                                         |
| 1934      | 19   | Carlos Giudice                                  | Audax Italiano                                        |
| 1935      | 13   | Guillermo Ogaz                                  | CD Magallanes                                         |
| 1936      | 14   | Hernán Bolaños                                  | Audax Italiano                                        |
| 1937      | 16   | Hernán Bolaños                                  | Audax Italiano                                        |
| 1938      | 16   | Gustavo Pizarro                                 | Badminton FC                                          |
| 1939      | 29   | Alfonso Domínguez                               | CSD Colo-Colo                                         |
| 1940      | 20   | Víctor Alonso Pedro Valenzuela                  | CF Universidad de Chile CD Magallanes                 |
| 1941      | 19   | José Profetta                                   | Santiago National                                     |
| 1942      | 16   | Domingo Romo                                    | Santiago Morning                                      |
| 1943      | 18   | Luis Machuca Víctor Mancilla                    | Unión Española Universidad Católica                   |
| 1944      | 19   | Alfonso Domínguez Juan Alcántara                | CSD Colo-Colo Audax Italiano                          |
| 1945      | 17   | Hugo Giorgi Juan Zárate Ubaldo Cruche           | Audax Italiano CD Green Cross CF Universidad de Chile |
| 1946      | 23   | Ubaldo Cruche                                   | CF Universidad de Chile                               |
| 1947      | 17   | Apolonides Vera                                 | Santiago National                                     |
| 1948      | 22   | Juan Zárate                                     | Audax Italiano                                        |
| 1949      | 20   | Mario Lorca                                     | Unión Española                                        |
| 1950      | 21   | Félix Díaz                                      | CD Green Cross                                        |
| 1951      | 21   | Carlos Tello Rubén Aguilera                     | Audax Italiano Santiago Morning                       |
| 1952      | 30   | René Meléndez                                   | Everton                                               |
| 1953      | 26   | George Robledo                                  | CSD Colo-Colo                                         |
| 1954      | 25   | George Robledo                                  | CSD Colo-Colo                                         |
| 1955      | 27   | Nicolás Moreno                                  | CD Green Cross                                        |
| 1956      | 19   | Guillermo Villarroel                            | CD O’Higgins                                          |
| 1957      | 23   | Gustavo Albella                                 | CD Green Cross                                        |
| 1958      | 23   | Gustavo Albella Carlos Verdejo                  | CD Green Cross Deportes La Serena                     |
| 1959      | 22   | José Benito Ríos                                | CD O’Higgins                                          |
| 1960      | 21   | Juan Falcón                                     | CD Palestino                                          |
| 1961      | 24   | Honorino Landa Carlos Campos                    | Unión Española Universidad de Chile                   |
| 1962      | 34   | Carlos Campos                                   | Universidad de Chile                                  |
| 1963      | 37   | Luis Hernán Álvarez                             | CSD Colo-Colo                                         |
| 1964      | 25   | Daniel Escudero                                 | Everton                                               |
| 1965      | 25   | Héctor Scandoli                                 | Rangers de Talca                                      |
| 1966      | 21   | Felipe Bracamonte Carlos Campos                 | Unión San Felipe Universidad de Chile                 |
| 1967      | 28   | Eladio Zárate                                   | Unión Española                                        |
| 1968      | 32   | Eladio Zárate                                   | Unión Española                                        |
| 1969      | 22   | Eladio Zárate                                   | Unión Española                                        |
| 1970      | 36   | Osvaldo Castro                                  | Deportes Concepción                                   |
| 1971      | 22   | Eladio Zárate                                   | Universidad de Chile                                  |
| 1972      | 25   | Fernando Espinoza                               | CD Magallanes                                         |
| 1973      | 21   | Guillermo Yávar                                 | Unión Española                                        |
| 1974      | 28   | Julio Crisosto                                  | CSD Colo-Colo                                         |
| 1975      | 27   | Víctor Pizarro                                  | Santiago Morning                                      |
| 1976      | 23   | Óscar Fabbiani                                  | CD Palestino                                          |
| 1977      | 34   | Óscar Fabbiani                                  | CD Palestino                                          |
| 1978      | 35   | Óscar Fabbiani                                  | CD Palestino                                          |
| 1979      | 20   | Carlos Caszely                                  | CSD Colo-Colo                                         |
| 1980      | 26   | Carlos Caszely                                  | CSD Colo-Colo                                         |
| 1981      | 20   | Carlos Caszely                                  | CSD Colo-Colo                                         |
| 1982      | 18   | Jorge Siviero                                   | CD Cobreloa                                           |
| 1983      | 29   | Washington Olivera                              | CD Cobreloa                                           |
| 1984      | 18   | Víctor Cabrera                                  | Regional Atacama                                      |
| 1985      | 19   | Ivo Basay                                       | CD Magallanes                                         |
| 1986      | 18   | Sergio Salgado                                  | CD Cobresal                                           |
| 1987      | 21   | Osvaldo Hurtado                                 | Universidad Católica                                  |
| 1988      | 18   | Juan José Oré Carlos Gustavo de Luca            | Deportes Iquique Deportes La Serena                   |
| 1989      | 25   | Rubén Martínez                                  | CD Cobresal                                           |
| 1990      | 22   | Rubén Martínez                                  | CSD Colo-Colo                                         |
| 1991      | 23   | Rubén Martínez                                  | CSD Colo-Colo                                         |
| 1992      | 24   | Aníbal González                                 | CSD Colo-Colo                                         |
| 1993      | 18   | Marco Antonio Figueroa                          | CD Cobreloa                                           |
| 1994      | 33   | Alberto Acosta                                  | Universidad Católica                                  |
| 1995      | 18   | Aníbal González Gabriel Caballero               | CD Palestino Deportes Antofagasta                     |
| 1996      | 30   | Mario Véner                                     | Santiago Wanderers                                    |
| 1997-A    | 30   | David Bisconti                                  | Universidad Católica                                  |
| 1997-C    | 10   | Richart Báez Rubén Vallejos                     | Universidad de Chile Deportes Puerto Montt            |
| 1998      | 23   | Pedro González                                  | Universidad de Chile                                  |
| 1999      | 34   | Mario Núñez                                     | CD O’Higgins                                          |
| 2000      | 26   | Pedro González                                  | Universidad de Chile                                  |
| 2001      | 24   | Héctor Tapia                                    | CSD Colo-Colo                                         |
| 2002-A    | 18   | Sebastián González                              | CSD Colo-Colo                                         |
| 2002-C    | 14   | Manuel Neira                                    | CSD Colo-Colo                                         |
| 2003-A    | 18   | Salvador Cabañas                                | Audax Italiano                                        |
| 2003-C    | 21   | Gustavo Biscayzacú                              | Unión Española                                        |
| 2004-A    | 23   | Patricio Galaz                                  | CD Cobreloa                                           |
| 2004-C    | 19   | Patricio Galaz                                  | CD Cobreloa                                           |
| 2005-A    | 13   | Joel Estay Héctor Mancilla Álvaro Sarabia       | Everton CD Huachipato Deportes Puerto Montt           |
| 2005-C    | 13   | César Díaz Gonzalo Fierro Cristián Montecinos   | CD Cobresal CSD Colo-Colo Deportes Concepción         |
| 2006-A    | 19   | Humberto Suazo                                  | CSD Colo-Colo                                         |
| 2006-C    | 17   | Leonardo Monje                                  | CD Universidad de Concepción                          |
| 2007-A    | 18   | Humberto Suazo                                  | CSD Colo-Colo                                         |
| 2007-C    | 20   | Carlos Villanueva                               | Audax Italiano                                        |
| 2008-A    | 19   | Lucas Barrios                                   | CSD Colo-Colo                                         |
| 2008-C    | 18   | Lucas Barrios                                   | CSD Colo-Colo                                         |
| 2009-A    | 17   | Esteban Paredes                                 | Santiago Morning                                      |
| 2009-C    | 13   | Diego Rivarola                                  | Santiago Morning                                      |
| 2010      | 19   | Milován Mirošević                               | Universidad Católica                                  |
| 2011-A    | 12   | Matías Urbano                                   | Unión San Felipe                                      |
| 2011-C    | 14   | Esteban Paredes                                 | CSD Colo-Colo                                         |
| 2012-A    | 11   | Enzo Gutiérrez Emanuel Herrera Sebastián Ubilla | CD O’Higgins Unión Española Santiago Wanderers        |
| 2012-C    | 13   | Sebastián Sáez                                  | Audax Italiano                                        |
| 2013-T    | 14   | Javier Elizondo Sebastián Sáez                  | Deportes Antofagasta Audax Italiano                   |
| 2013/14-A | 11   | Luciano Vázquez                                 | Deportivo Ñublense                                    |
| 2013/14-C | 16   | Esteban Paredes                                 | CSD Colo-Colo                                         |
| 2014/15-A | 12   | Esteban Paredes                                 | CSD Colo-Colo                                         |
| 2014/15-C | 11   | Esteban Paredes Jean Paul Pineda                | CSD Colo-Colo Unión La Calera                         |
| 2015/16-A | 10   | Marcos Riquelme                                 | CD Palestino                                          |
| 2015/16-C | 11   | Nicolás Castillo                                | Universidad Católica                                  |
| 2016/17-A | 13   | Nicolás Castillo                                | Universidad Católica                                  |
| 2016/17-C | 13   | Felipe Mora                                     | Universidad de Chile                                  |
| 2017-T    | 10   | Bryan Carrasco                                  | Audax Italiano                                        |
| 2018      | 19   | Esteban Paredes                                 | CSD Colo-Colo                                         |
| 2019      | 14   | Lucas Passerini                                 | CD Palestino                                          |
| 2020      | 20   | Fernando Zampedri                               | Universidad Católica                                  |
| 2021      | 23   | Gonzalo Sosa Fernando Zampedri                  | Deportes Melipilla Universidad Católica               |
| 2022      | 18   | Fernando Zampedri                               | Universidad Católica                                  |
| 2023      | 17   | Fernando Zampedri                               | Universidad Católica                                  |
| 2024      | 19   | Fernando Zampedri                               | Universidad Católica                                  |

## Mehrfache Torschützenkönige (ab drei Auszeichnungen)
| Titel | Torschützenkönig                                           | Saisons                                                             | Verein(e)                                                                     |
| ----- | ---------------------------------------------------------- | ------------------------------------------------------------------- | ----------------------------------------------------------------------------- |
| 6     | Esteban Paredes                                            | 2009-A, 2011-C, 2014/15-A, 2014/15-C, 2018                          | CSD Colo-Colo                                                                 |
| 5     | Fernando Zampedri                                          | 2020, 2021, 2022, 2023, 2024                                        | CD Universidad Católica                                                       |
| 4     | Eladio Zárate                                              | 1967, 1968, 1969, 1971                                              | Unión Española, CF Universidad de Chile                                       |
| 3     | Carlos Campos Óscar Fabbiani Carlos Caszely Rubén Martínez | 1961, 1962, 1966 1976, 1977, 1978 1979, 1980, 1981 1989, 1990, 1991 | CF Universidad de Chile CD Palestino CSD Colo-Colo CD Cobresal, CSD Colo-Colo |

## Verteilung nach Vereinen
| Titel | Verein |
| ----- | --- |
| 26    | CSD Colo-Colo |
| 12    | Audax Italiano |
| 11    | CF Universidad de Chile, CD Universidad Católica |
| 9     | Unión Española |
| 7     | CD Palestino |
| 5     | CD Cobreloa, CD Green Cross, Santiago Morning |
| 4     | CD Magallanes, CD O’Higgins |
| 3     | CD Cobresal, Everton |
| 2     | Santiago National, Deportes Concepción, Unión San Felipe, Santiago Wanderers, Deportes La Serena, Deportes Puerto Montt, Deportes Antofagasta                            |
| 1     | Badminton FC, Rangers de Talca, Regional Atacama, Deportes Iquique, CD Huachipato, CD Universidad de Concepción, Deportivo Ñublense, Unión La Calera, Deportes Melipilla |

## Verteilung nach Nationalität
| Titel | Nation      |
| ----- | ----------- |
| 77    | Chile       |
| 35    | Argentinien |
| 06    | Paraguay    |
| 05    | Uruguay     |
| 02    | Costa Rica  |
| 01    | Peru        |